# Авіакрило

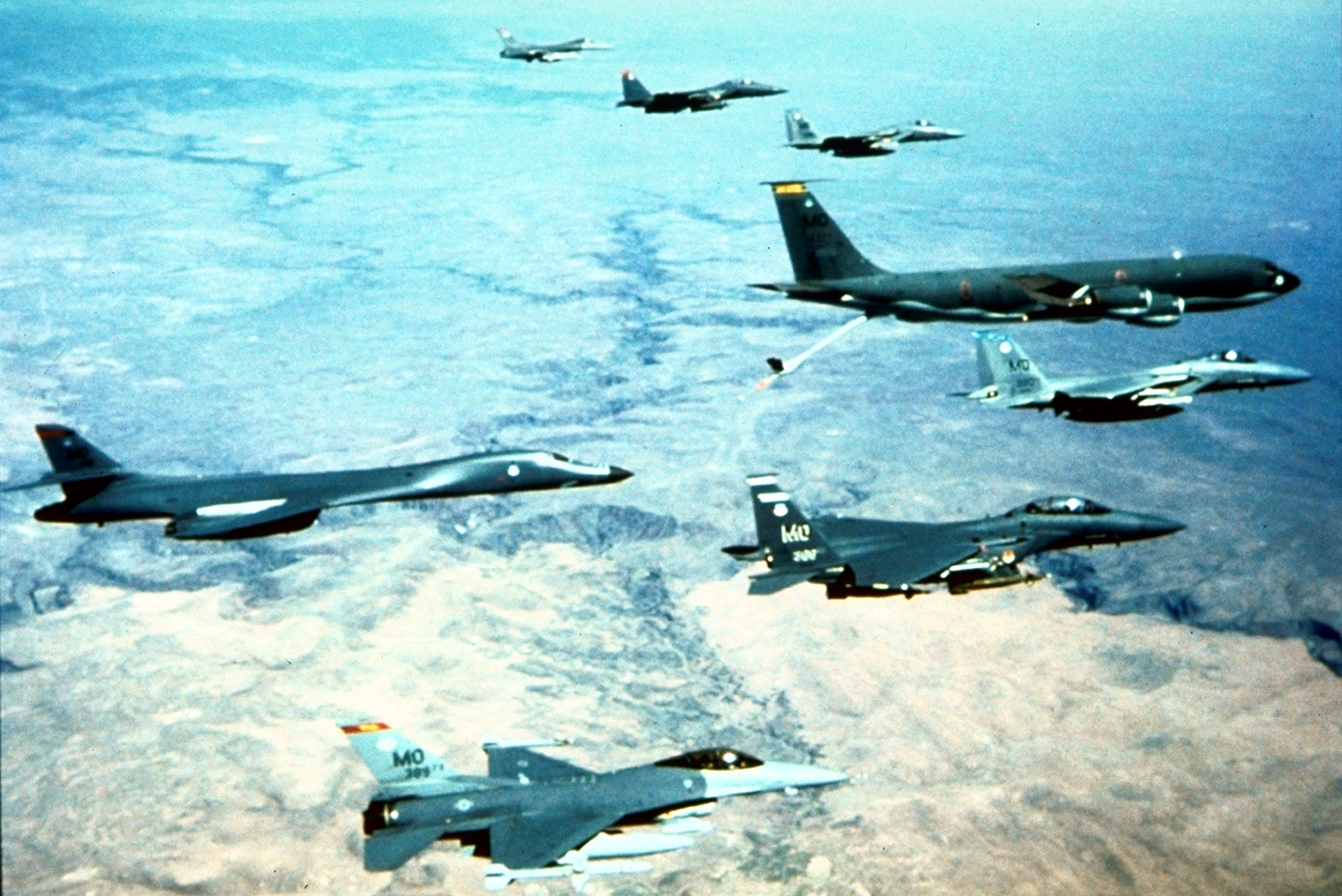
Змішана авіагрупа ВПС США з авіабази Маунтін-Хоум, штат Айдахо. Винищувачі F-15, F-16, бомбардувальник B1-B, літак-заправник KC-135

Крило́ (англ. airwing, аббр. АвК) — основний тактичний підрозділ у військовій авіації США і ряду інших держав, здатний самостійно вирішувати бойові завдання. Авіаційне крило включає, як правило, декілька однорідних ескадрилей, штаб, служби і всі необхідні підрозділи матеріального і аеродромно-технічного забезпечення.

## Авіакрило у ВПС

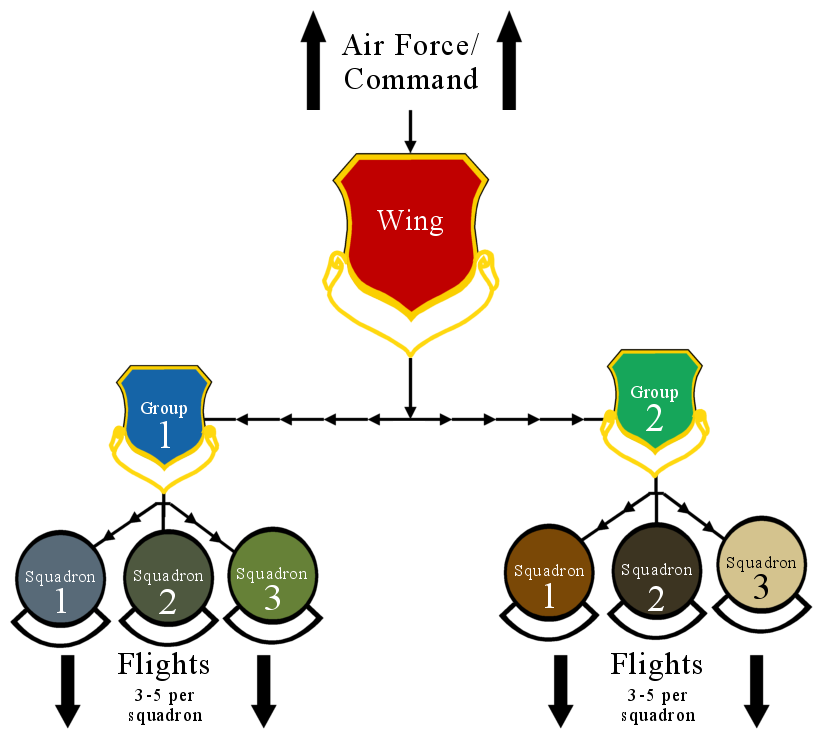
Типова структура авіаційного крила ВПС США

В залежності від призначення і типу літаків, що перебувають на озброєнні, авіаційні крила мають назву:
- у стратегічній авіації — важко- та середньобомбардувальне, розвідувальне, заправне;
- у тактичній авіації — винищувальне, тактичне винищувальне, розвідувальне, транспортне, винищувально-бомбардувальне;
- у транспортній авіації — стратегічне транспортне, тактичне транспортне, транспортно-медичне, метеорозвідувальне.

Крило стратегічної авіації налічує, як правило, 15—30 бойових літаків, тактичної — до 72, авіаносної — до 100; чисельність особового складу 2—4 тис. чол. Базується на 1—3 і більш аеродромах, організаційно може входити до складу авіаційної дивізії, а також безпосередньо до складу повітряної армії або авіаційного командування.

## Авіакрило у ВМС
Через те, що ВМС більшості країн мають оперативну і адміністративну організацію, то і авіакрила діляться на авіакрила за призначенням (адміністративні) і оперативні (авіаносні) авіакрила.
Наприклад, у ВМС США в складі Атлантичного флоту шість авіакрил:

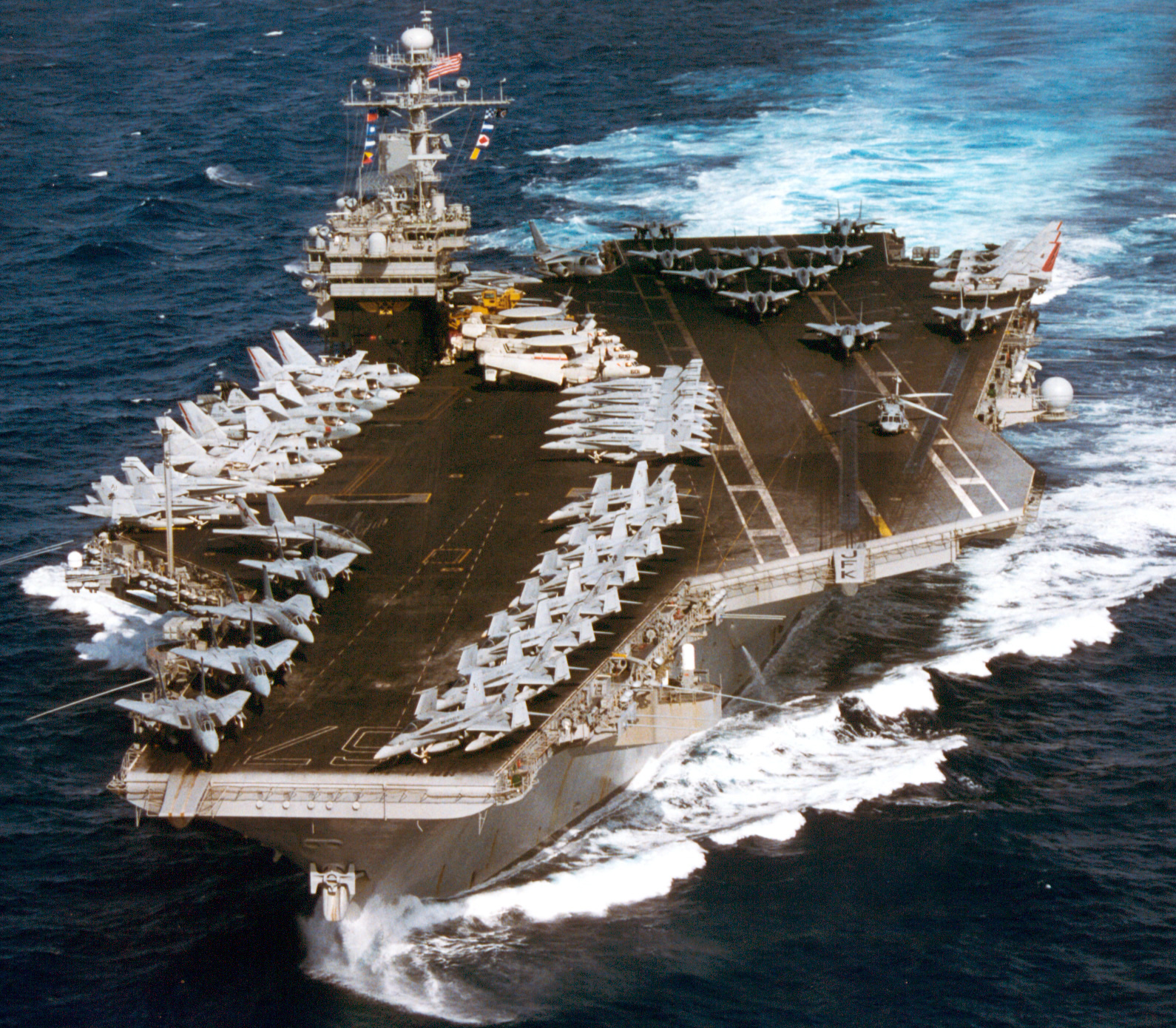
Авіаносець «Джон Кеннеді» з авіакрилом на борту

- винищувачів-штурмовиків (англ. Strike Fighter Wing Atlantic),
- контролю морської обстановки (англ. Sea Control Wing Atlantic),
- 5-е і 11-е патрульно-розвідувальні (англ. Patrol and Reconnaissance Wing Five, Patrol and Reconnaissance Wing Eleven),
- ударне вертолітне (англ. Helicopter Maritime Strike Wing Atlantic),
- бойових вертольотів (англ. Helicopter Sea Combat Wing Atlantic).
- а також три окремі авіаескадрильї.

В складі Тихоокеанського флоту — дев'ять АвК, в тому числі:
- винищувачів-штурмовиків (англ. Strike Fighter Wing Pacific),
- ударне РЕБ (англ. Electronic Attack Wing Pacific),
- бойового управління та тилового забезпечення (англ. Command and Control Logistics Wing),
- 1-е стратегічної зв'язку (Sангл. trategic Communication Wing One),
- 2-е і 10-е патрульно-розвідувальні (англ. Patrol and Reconnaissance Wing Two, Patrol and Reconnaissance Wing Ten),
- ударне вертолітне (англ. Helicopter Maritime Strike Wing Pacific)
- бойових вертольотів (англ. Helicopter Sea Combat Wing Pacific),
- та одна окрема ескадрилья.

Авіаносні авіакрила (палубна авіація) — представляють оперативну організацію. Складаються з ескадрилей і загонів літаків різних типів. Склад АвК не є постійним і залежить від типу авіаносця і конкретних завдань бойової служби. Типове авіаносне АвК — 12 середніх штурмовиків А-6Е Intruder, 28 легких штурмовиків А-7Е Corsair, 24 винищувачі F/A-18 Hornet або F-14A Tomcat, 10 протичовнових літаків S-ЗА Viking, 8 протичовнових вертольотів SH-60B Ocean Hawk або SH-3 Sea King, 4 літаки РЕБ ЕА-6В Prowler, 4 літаки ДРЛС Е-2С Hawkeye, 4 літаки-заправники KA-6D Intruder. При знаходженні авіаносця в передових районах на ньому додатково базуються один-два літаки РТР ЕА-ЗВ Skywarrior. Для прикладу на ABMA CVN-68 «Німітц» базується авіакрило NH CVW-11: 14-а, 41-а, 232-а винищувально-бомбардувальні ескадрильї, 135-а РЕБ, 117-а ДРЛС, 6-а протичовнових вертольотів і 30-й транспортний загін.
Авіація морської піхоти за адміністративною організацією має свої особливості. МП включає 3 авіакрила (англ. MAW — Marine Air Wing), які одночасно є компонентами посилення трьох дивізій морської піхоти при формуванні експедиційних дивізій. У свою чергу, авіакрилу поділяються на авіагрупи (англ. MAG — Marine Air Group) і авіакрила безпілотних літальних апаратів.